# Kommandeur
Kommandeur (Kdr) bezeichnet in Deutschland einen militärischen Führer in den Streitkräften. In Österreich und der Schweiz entspricht dies dem Kommandanten.

## Deutschland

### Bundeswehr
Der Kommandeur befehligt in dieser Dienststellung einen militärischen Verband vom Bataillon bis zur Division bzw. der Division gleichgestellten Großverband oder Einsatzverband. Ein Stab unterstützt den militärischen Führer bei allen Aufgaben der Truppenführung.
In der Bundeswehr repräsentiert der Kommandeur die Führungsebene oberhalb der Einheit und ist auf den Führungsebenen Bataillon und Regiment der Dienststellenleiter. Auch die Leiter von Schulen der Bundeswehr, Ausbildungseinrichtungen des Heeres, der Luftwaffe und der Marine können die Bezeichnung Kommandeur tragen.
Beim ehemaligen Bundesgrenzschutz als Sonderpolizei des Bundes fand der Begriff ebenfalls Verwendung für Polizeioffiziere der Ebene nach dem Inspekteur.

### Wehrmacht
Kommandeur war ein zusätzlicher Titel für die Führer selbständiger Einheiten: Zum Kommandeur wurde ernannt (aber nicht befördert; Dienstgrad und Besoldungsgruppe blieben unverändert), wer eine gewisse Zeit lang eine selbständige Einheit geführt hatte. Selbständige Einheiten waren sämtliche Regimenter, aber nicht deren Bataillone bzw. Abteilungen (bei der Artillerie). Es gab aber viele Spezialverbände, bei denen es gar keine Regimenter gab, z. B. bei der Artillerie die Beobachtungsabteilungen; solche Einheiten waren selbständig. Der Chef eines Regiments war im Normalfall Oberst, das konnte aber auch ein Oberstleutnant und gegen Kriegsende auch ein Major sein; ein Abteilungsführer war normalerweise ein Major und gegen Kriegsende auch ein Hauptmann. Alle Vorgenannten konnten „zum Kommandeur ernannt“ worden sein. Praktische Bedeutung hatte diese Einteilung nur für die häufige „Kommandeursbesprechung“ bei der Division – da nahmen ausschließlich die Kommandeure der selbständigen Einheiten teil.

## Angelsächsische Streitkräfte
Die Bezeichnung für einen Kommandeur in den angelsächsischen Streitkräften ist Commanding Officer (CO; deutsch kommandierender Offizier). Er ist der höchste Offizier eines Verbandes und auch dessen Disziplinarvorgesetzter. Demnach trägt er ein hohes Maß an Verantwortung (z. B. für die Einsatzbereitschaft und Auftragserfüllung seiner Einheit, die Einhaltung der Genfer Konventionen, die Aufsicht über die Finanzen), hat aber auch Rechte (z. B. Bestrafung von Personal unter seinem Kommando). Er kann jeden Offiziersrang innehaben. Der Commanding Officer wird durch seinen Stellvertreter (engl.: Executive Officer) unterstützt, der verantwortlich für Personalangelegenheiten und den Ablauf des Dienstes ist.
In der British Army, bei den Royal Marines und anderen Commonwealth-Streitkräften ist der Titel des Commanding Officer Kommandeuren von Verbänden (ab Bataillonsgröße) vorbehalten. Der Commanding Officer hat meist den Dienstgrad eines Oberstleutnants (Lieutenant Colonel) inne. Der militärische Führer auf Ebene einer Einheit, z. B. einer Kompanie wird meist als „Officer Commanding“ (OC) oder „Officer in Charge“ (OiC) bezeichnet. Offiziere und Unteroffiziere, die einen Zug oder eine Gruppe führen, werden „commander“ (Führer) genannt. In der Royal Air Force ist die Bezeichnung Commanding Officer für den Kommandeur einer Staffel oder eines Geschwaders vorgesehen.
In der Royal Navy und der United States Navy trägt der Kommandant eines Schiffs, eines Stützpunkts oder der Führer eines Truppenteils den Titel. Aufgrund der engen Verbindung der beiden Teilstreitkräfte bedient sich auch das United States Marine Corps dieser Tradition. Unabhängig von seinem Dienstgrad wird er mit Captain angesprochen; in der United States Navy ist auch informell die Bezeichnung Skipper gebräuchlich, es liegt jedoch alleine im Ermessen des jeweiligen Kommandanten, diese auch als Anrede für sich zuzulassen.